# 巴通阿
巴通阿，滿洲正白旗人，是一名清朝政治人物。
巴通阿曾于1777年接替张廷炳任松江府知府一职，1778年由元克中接任。